# Melanchthonkirche
Melanchthonkirche bzw. Philipp-Melanchthon-Kirche oder -Kapellen sind Kirchengebäude, die nach dem Theologen und Reformator Philipp Melanchthon benannt sind:

## Deutschland
- Berlin:
  - Philipp-Melanchthon-Kirche (Berlin-Neukölln)
  - Philipp-Melanchthon-Kapelle (Berlin-Rudow)
  - Philippus-Kirche (Berlin-Friedenau)
  - Philippus-Kirche (Berlin-Tegel)
  - Melanchthonkirche (Berlin-Kreuzberg)
  - Melanchthon-Kirche (Berlin-Wilhelmstadt) (Bezirk Berlin-Spandau)
- Bochum: Melanchthonkirche (Bochum)
- Bremen: Melanchthonkirche (Bremen)
- Dessau-Roßlau: Melanchthonkirche (Alten)
- Düsseldorf: Melanchthonkirche (Düsseldorf)
- Essen: Melanchthonkirche, 1931 als Stahlkirche von Köln nach Essen versetzt, 1942 zerstört, 1972 durch Neubau ersetzt
- Fellbach: Melanchthonkirche (Fellbach), Schließung April 2021
- Frankfurt am Main: Melanchthonkirche (Frankfurt-Fechenheim)
- Freiburg im Breisgau: Melanchthonkirche (Freiburg im Breisgau)
- Hamburg: Melanchthonkirche (Hamburg-Groß Flottbek)
- Hammerunterwiesenthal: Melanchthonkirche (Hammerunterwiesenthal)
- Hannover: Melanchthonkirche (Hannover)
- Heidelberg: Melanchthonkirche (Rohrbach)
- Köln: Melanchthonkirche (Köln)
- Lahr: Melanchthonkirche (Lahr-Dinglingen)
- Ludwigshafen am Rhein: Melanchthonkirche (Ludwigshafen am Rhein)
- Mainz: Melanchthonkirche (Mainz)
- Mannheim: Melanchthonkirche (Mannheim)
- Nürnberg: Melanchthonkirche (Nürnberg-Ziegelstein)
- Osnabrück: Melanchthonkirche (Osnabrück)
- Remscheid: Melanchthonkirche (Remscheid)
- Melanchthonkirche (Rohrbach)
- Weimar: Melanchthon-Kapelle (Weimar)

## Weitere
- Melanchthonkirche (Insterburg) (Tschernjachowsk/Russland)